# Olivier Eggimann
Olivier Eggimann (ur. 28 stycznia 1919 w Renens, zm. 6 kwietnia 2002) – szwajcarski piłkarz występujący na pozycji pomocnika. Uczestnik Mistrzostw Świata 1950 i 1954.

## Kariera
Karierę rozpoczął w BSC Young Boys. W 1941 roku zadebiutował w reprezentacji Szwajcarii. W 1945 roku został piłkarzem Lausanne Sports. W latach 1948−1951 występował w Servette FC. W 1952 roku był zawodnikiem ES FC Malley. W latach 1952−1957 grał w FC La Chaux-de-Fonds, po czym zakończył karierę.